# Bislama
Bislama là một ngôn ngữ creole, đây là một trong các ngôn ngữ chính thức của Vanuatu. Bislama là ngôn ngữ thứ nhất của nhiều "ni-Vanuatu đô thị" (sống tại Port Vila và Luganville), và là ngôn ngữ thứ hai của phần dân số còn lại của nước này. "Yumi, Yumi, Yumi",quốc ca Vanuatu, được hát bằng tiếng Bislama.
Trên 95% từ trong tiếng Bislama có nguồn gốc từ tiếng Anh; phần còn lại bao gồm vài chục từ mượn của tiếng Pháp, cũng như từ các ngôn ngữ khác nhau ở Vanuatu, chủ yếu là tên gọi thực vật và động vật.. Bislama về cơ bản có thể coi là một ngôn ngữ với từ vựng tiếng Anh và ngữ pháp châu Đại Dương.

## Lịch sử
Trong thời kỳ được gọi là Blackbirding, vào thập niên 1870 và thập niên 1880, hàng trăm ngàn dân các hòn đảo Thái Bình Dương (nhiều người trong số họ từ New Hebrides (nay là quần đảo) Vanuatu) đã bắt làm nô lệ và bị buộc phải làm việc trên các đồn điền, chủ yếu ở Queensland, Australia và Fiji. Với tình trạng nhiều ngôn ngữ được nói ở các đồn điền, một ngôn ngữ bồi được hình thành, theo đó kết hợp từ vựng tiếng Anh với các cấu trúc ngữ pháp đặc trưng của ngôn ngữ trong khu vực. Các đồn điền không chỉ tạo ra một ngôn ngữ bồi là Bislama, mà còn có tiếng Tok Pisin của Papua New Guinea và Pijin của quần đảo Solomon.
Ngôn ngữ bồi này bắt đầu được phổ biến ra quần đảo Vanuatu vào thế kỷ 20, khi những người sống sót sau thời kỳ Blackbirding bắt đầu quay trở lại hòn đảo quê hương của mình: kiến thức về ngôn ngữ bồi này sẽ tạo điều kiện để họ giao tiếp không chỉ với thương nhân và những người định cư châu Âu, mà còn giữa các nhóm dân bản địa của các đảo trong quần đảo. Đây là cách Bislama được tạo, dần dần phát triển một cách riêng biệt với những tiếng bồi khác ở Thái Bình Dương.
Vì Vanuatu là một trong những quốc gia có tỷ lệ ngôn ngữ trên dân số cao nhất thế giới (113 ngôn ngữ trên một diện tích chỉ 12.200 km²), tiếng Bislama tỏ ra hữu ích để trở thành một ngôn ngữ chung để giao tiếp giữa ni-Vanuatu (người sống tại đô thị), cũng như với cả người nước ngoài. Bên cạnh Bislama, hầu hết các ni-Vanuatu cũng biết ngôn ngữ bản địa của họ, ngôn ngữ bản địa của cha và/hoặc mẹ, và người hôn phối của họ. Ngôn ngữ chính thức để giảng dạy là tiếng Anh hoặc tiếng Pháp.
Hơn một thế kỷ qua, Bislama đã phát triển một cách tự do cae trong văn nói và văn viết. Chỉ gần đây (1995, với ấn bản thứ hai năm 2004) mới có từ điển đầu tiên của tiếng Bislama được xuất bản, và điều này đã giúp tạo ra chính tả thống nhất cho tiếng Bislama.

## Tên gọi
Tên gọi Bislama (lúc trước đọc là "Bichelamar") xuất phát từ thế kỷ 19 với từ cổ "Beach-la-Mar" (tiếng Pháp hiện đại là "bêche de mer" Hải sâm), và từ đó trong tiếng Pháp lại bắt nguồn từ tiếng Bồ Đào Nha "bicho do mar". Giữa thế kỷ 19, hải sâm được thu lượm và sấy khô, và những người lao động làm việc đó đã sử dụng từ này để đặt tên cho ngôn ngữ giao tiếp giữa họ.

## Từ vựng
So sánh với tiếng Anh:
no: not
hem i no kakae yam = he doesn't eat (a, the) yam
nomo: no/any more (placed before the predicate)
hem i nomo kakae yam = he doesn't eat (a, the) yam any more
nomo: only / doesn't but
hem i kakae yam nomo = he only eats yam
neva: never
hem i neva kakae yam = he never eats yam
jes: shows an action that has just occurred
mifala i jes wekap = we just woke up
stat: start, commencement of a process
hem i stat kukum kumala = he/she has started to cook sweet potatoes
stap: ongoing or habitual action
hem i stap kukum kumala = he/she is now cooking sweet potatoes / he/she usually makes sweet potatoes
gogo: continual action
hem i kukum kumala gogo = he/she keeps on cooking sweet potatoes / he/she continually cooks sweet potatoes
bin: (been) - completed action
hem i bin go long Kanal = he has gone to Luganville (principal city in Santo)
finis: finished, past tense (when before object)
hem i finis kakae = he is finished eating
finis: already (when after object)
hem i kakae finis = he has already eaten
mas: must
hem i mas kakae = he must eat
traem: try
hem i traem singsing = he tries to sing
wantem: want
hem i wantem go long Kanal = he wants to go to Luganville
save: can, know; from French savoir
mi save toktok langwis bislama = I can speak Bislama
sapos: (suppose) if
sapos yumitufala i faenem pig, yumitufala i kilim hem i ded = if we find a pig, we'll kill it

## So sánh với các ngôn ngữ bồi khác
| tiếng Anh                 | Bislama    | Pijin        | Tok Pisin  | Tiếng Creole Eo biển Torres                                                                   |
| ------------------------- | ---------- | ------------ | ---------- | --------------------------------------------------------------------------------------------- |
| and                       | mo         | an           | na         | ane, 'ne, an, a                                                                               |
| the / this                | __ ia / ya | __ ia        | dispela __ | (the) dha - dhemtu - dhem / (this) dhis __ (ia) / (that) dhis __ dhe, dhas __ (dhe)           |
| he / she / it / him / her | hem        | hem          | em / en    | em                                                                                            |
| for                       | from       | fo           | long       | po                                                                                            |
| (adjective marker)        | -fala      | -fala        | -pela      | -Ø (-wan when not before the noun - em i big man he's a big man - man i bigwan the man's big) |
| woman                     | woman      | woman / mere | meri       | uman / oman (dialect difference)                                                              |

### Yumi, Yumi, Yumi (Quốc ca)
| tiếng Bislama CHORUS: Yumi, Yumi, yumi i glad long talem se Yumi, yumi, yumi ol man blong Vanuatu God i givim ples ya long yumi, Yumi glat tumas long hem, Yumi strong mo yumi fri long hem, Yumi brata evriwan! CHORUS Plante fasin blong bifo i stap, Plante fasin blong tedei, Be yumi i olsem wan nomo, Hemia fasin blong yumi! CHORUS Yumi save plante wok i stap, Long ol aelan blong yumi, God i helpem yumi evriwan, Hem i papa blong yumi, CHORUS | Dịch sang tiếng Anh CHORUS: We (, We, We) are happy to proclaim We (, We, We) are the People of Vanuatu! God has given us this land; This gives us great cause for rejoicing. We are strong, we are free in this land; We are all brothers. CHORUS We have many traditions And we are finding new ways. Now we shall be one Person, We shall be united for ever. CHORUS We know there is much work to be done On all our islands. God helps all of us, He is our father, CHORUS |